# Wijnboer

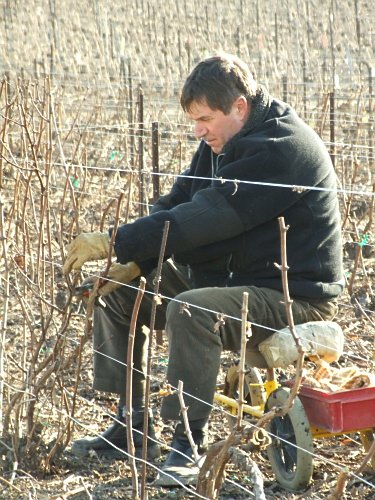
Snoeiwerkzaamheden in de wijngaard

Een wijnboer, wijndruiventeler/wijnmaker of wijngaardenier is een bewerker van landbouwgrond die zich heeft gespecialiseerd in het cultiveren van de wijnstok waarvan de vruchten (de druiven) bestemd zijn voor de productie van wijn. Er zijn veel wijnboeren die zelf van hun druiven wijn maken. Andere wijnboeren leveren de druiven aan wijnhandelshuizen of wijncoöperaties.